# Йонушкайте-Аугустинене, Бируте
Бируте Йонушкайте-Аугустинене (лит. Birutė Jonuškaitė-Augustinienė; род. 5 октября 1959, Сейвы, Белостокское воеводство, Польша) — литовская писательница, переводчица, поэтесса; лауреат премий имени Юлии Жемайте (1997), имени Людаса Довиденаса (2016), Правительства Литовской Республики в области культуры и искусства (2016) и других литературных премий; председатель Союза писателей Литвы с 2018 года.

## Биография
Бируте Йонушкайте, в замужестве Аугустинене, родилась в деревне Сейвы Сейненского повята Белостокского воеводства на северо-востоке Польши. В 1978 году поступила на журналистику в Вильнюсском университете, который окончила в 1983 году. Работала в редакциях еженедельника Сувалкского воеводства „Krajobrazy“ и журнала польских литовцев „Aušra“, занимала должность помощницы пресс-секретаря в самоуправлении Сувалок. С 1985 года с перерывами живёт в Литве. Работала в Краеведческом музее Укмерге, с 1994 года в редакции журнала „Šeima“ («Семья»), в 1995—2002 годах была его главным редактором. С июля 2002 года до марта 2003 года была главным редактором журнала „ Šeima ir pasaulis“ («Семья и мир»).
C 1994 года член Союза писателей Литвы . В 2003—2018 годах состояла заместителем председателя Союза писателей Литвы и секретарём правления. С 2018 года председатель Союза писателей Литвы.

## Творчество
Дебютные рассказы появились в печати в 1986 году в журнале Союза писателей Литвы („Pergalė“ (ныне „Metai“). Выпустила сборники рассказов и повестей „Pateisinti save“ (1989), „Žalčių tiltas“ (2002), рассказов „Rugių laukas“ (1996; Литературная премия имени Юлии Жемайте), „Kregždėlaiškis“ (2007), новелл „Užsagstyk mane“ (2011), а также романы „Ievos neišvarė iš rojaus“ (1991), „Didžioji sala“ (две части, 1997—99), „Baltų užtrauktukų tango“ (2009), „Maranta“ (2015; Литературная премия имени Людаса Довиденаса), „Maestro“ (2019). Издала сборник стихотворений „Vaikas pražilusiom akim“ (2004), сборник эссе и интервью „Eksperimentas“ (2005), сказочную повесть для детей „Tarakono Levuko nuotykiai mieste“ (2005), повесть для детей „Ūsuota Levuko istorija“ (2007).
В прозе преобладает изображение жизни литовцев Пуньска и окрестностей, которые не разрывают связей с Литвой, не без ироничной насмешки над их слабостями. В романе „Baltų užtrauktukų tango“ их жизни противопоставляется эмигранты в США, где царит культ денег и где неизбежна утрата национальной самобытности.
Перевела с польского языка книгу бесед Александра Фюта и Чеслава Милоша „Maištingas Czesławo Miłoszo autoportretas“ (1997; „Czesława Miłosza autoportret przekorny“), антологию польской поэзии „Krokuva – Vilnius“ (совместно с Витасом Декшнисом, 2005), биографическую книгу Ежи Ильга „Gražūs laikai: Czesławas Miłoszas ir Wisława Szymborska“ (2011; „Piękne czasy. Czesław Miłosz i Wisława Szymborska“), книгу Барбары Грушки-Зых „Mūsų poetas“ (совместно с Беатой Пясецкой, 2012), роман Магдалены Тулли „Itališkos špilkos“ (2014; „Włoskie szpilki“) и другие книги.
Рассказы и стихи Бируте Йонушкайте переведены на английский, белорусский, грузинский, испанский, немецкий, польский, русский, словацкий, словенский, украинский, французский хорватский языки.

## Награды и звания
- 1989 — Литературная премия имени Антанаса Йонинаса за лучшую книгу прозы молодого автора Antano Jonyno premija už geriausią jaunųjų prozos knygą „Pateisinti save““[1]
- 1997 — Литературная премия имени Юлии Жемайте за сборник рассказов „Rugių laukas“ [2]
- 2002 — Литературная премия имени Пятраса Цвирки за лучшую книгу новелл „Žalčių tiltas“
- 2004 — Премия Министерства культуры Литовской Республики за публицистику на темы культуры[1]
- 2006 — Литературная премия имени Габриеле Петкевичайте-Бите за книгу „Eksperimentas“
- 2006 — Премия фестиваля короткой прозы „Imbiero vakarai“ за лучшую новеллу
- 2006 — Премия имени Витольда Гулевича (Варшава) за сближение литовской и польской литератур
- 2007 — Литературная премия „Varpai“ за цикл рассказов
- 2009 — Премия имени Йонаса Марцинкявичюса за роман „Baltų užtrauktukų tango“
- 2015 — медаль памяти Габриеле Петкевичайте-Бите „Tarnaukite Lietuvai“ за филантропическую деятельность, в особенности поощрение и поддержку творчества молодых авторов
- 2016 — Золотой Крест Заслуги (Польша) за заслуги в развитии польско-литовского сотрудничества, популяризацию польской культуры и сотрудничество с Польшей[1]
- 2016 — Литературная премия имени Людаса Довиденаса за „Maranta“ как лучший новый литовский роман[2]
- 2016 — Премия Правительства Литовской Республики в области культуры и искусства
- 2020 — Премия Балтийской ассамблеи в области литературы
- 2025 — Медаль ордена «За заслуги перед Литвой»[3]

## Книги
- Pateisinti save: apysaka ir apsakymai. Vilnius: Vaga, 1989.
- Ievos neišvarė iš rojaus: romanas. Vilnius: Periodika, 1991.
- Rugių laukas: apsakymai. Punskas: Aušra, 1996.
- Didžioji sala: romanas, pirma knyga. Vilnius: Vaga, 1997.
- Didžioji sala: romanas, antra knyga. Vilnius: Vaga, 1999.
- Žalčių tiltas: apysaka ir apsakymai. Vilnius: Lietuvos rašytojų sąjungos leidykla, 2002.
- Vaikas pražilusiom akim: eilėraščiai. Punskas: Aušra, 2004.
- Eksperimentas: esė ir interviu. Vilnius: Gimtasis žodis, 2005.
- Kregždėlaiškis: apsakymai. Vilnius: Versus aureus, 2007.
- Ūsuota Levuko istorija: apysaka vaikams. Vilnius: Homo liber, 2007.
- Baltų užtrauktukų tango: romanas. Vilnius: Lietuvos rašytojų sąjungos leidykla, 2009.
- Užsagstyk mane: novelės. Vilnius: Lietuvos rašytojų sąjungos leidykla, 2011.
- Mūsų poetas: dvikalbė knyga apie Cz. Miłoszą (kartu su B. Gruszka-Zych). Vilnius: Naujoji Romuva, 2012.
- Maranta: romanas. Vilnius: Lietuvos rašytojų sąjungos leidykla, 2015.

### Книги на иностранных языках
- Jahreszeiten: apsakymų ciklas (į vokiečių k. vertė I. Brewing). Berlin: Bodoni, 1998.
- Вусатая гісторыя Левака: аповесць (з літоўскай мовы пераклаў А. Аблажэй). Vilnius: Homo liber, 2007.
- Tylus žydėjimas: apsakymų rinkinys (gruzinų k.). Tbilisi: Kavkazkij dom, 2013.
- Spalva ir forma: novelė (vertė J. Will). Kn. The Dedalus Book of Lithuanian Literature. Sawtry: Dedalus, 2014.
- Gaisras: novelė (vertė J. Will). Kn. Best European Fiction 2015. Dalkey Archive Press, 2014.
- Saldūs įplyšimai: novelė (vertė J. Will). Almanachas Lituanus, volume 61:4, 2015.

### Переводы с польского языка
- S. Kowalewskis. Akacijų medus. 1994.
- Maištingas Czesławo Miłoszo autoportretas: pokalbiai su Aleksandru Fiutu. Vilnius: Alma littera, 1997.
- Kun. Tadeusz Dajczer. Kai meldiesi. Vilnius: Katalikų pasaulis, 2001.
- Kraków–Wilno = Krokuva–Vilnius: lietuvių ir lenkų poezijos antologija (kartu su V. Dekšniu). Kraków: Oficyna Konfraterni Poetów, 2005.
- B. Gruszka-Zych. Miegu su tavim po oda: eilėraščiai. Kaunas: Nemunas, 2006.
- A book of the Grand Duchy of Lithuania = Кніга Вялікага княства Літоўскага = Lietuvos Didžiosios Kunigaikštystės knyga = Księga Wielkiego Księstwa Litewskiego: towards the traditions of European Community: a joint publication of scientists and writers from Belarus, Lithuania and Poland. Sejny: Fundacja Pogranicze, 2008.
- J. Dehnel. Lialė: romanas. Vilnius: Kronta, 2010.
- M. Rusinek. Mažasis Šopenas: eiliuotas pasakojimas. Vilnius: Homo liber, 2010.
- Laiko pameistrys = Чаляднік часу = Czeladnik czasu: knyga Česlovo Milošo 100-osioms gimimo metinėms (ir sudarymas). Vilnius: Homo liber, Lietuvos rašytojų sąjungos fondas, 2010.
- J. Illg. Gražūs laikai: Czesławas Miłoszas ir Wisława Szymborska. Vilnius: Homo liber, 2011.
- B. Sławiński. Tiramisu karalienė: romanas. Vilnius: Baltos lankos, 2011.
- B. Gruszka-Zych. Mano poetas: knyga apie Cz. Miłoszą. Vilnius: Naujoji Romuva, 2012.
- M. Tulli. Itališkos špilkos: romanas Vilnius: Lietuvos rašytojų sąjungos leidykla, 2014.
- J. Rudnicki. Čekų šuns mirtis: novelės. – Žurnalas „Metai“ Nr. 5-6, 2015.
- Atminties kultūrų dialogai Ukrainos, Lietuvos, Baltarusijos (ULB) erdvėje (straipsnių vertimas). Vilnius: Lietuvos istorijos instituto leidykla, 2015.
- A. Skowrońska. Lenkijos abėcėlė. Varšuva: Muchomor sp z o.o., 2016.
- F. Bernatowicz. Pajauta, Lizdeikos dukra arba lietuviai XIV amžiuje (Lietuvių literatūros antologija, I tomas). Vilnius: Lietuvos literatūros ir tautosakos institutas, 2016.
- Kun. M. Marszałek. Mano širdies kunigas. Vilnius: 2016.
- M. Guśniowska. Po grybu (Pod-Grzybek): pjesė. 2016.
- M. Guśniowska. Ony: pjesė. 2016.
- H. Krall. Širdžių karalius vėl suka arklius: romanas. Vilnius: Homo liber, 2017
- J. Korczak. Vaiko teisė į pagarbą. Vilnius: Vaiko teisių apaugos kontrolieriaus įstaiga, 2016.
- M. Duszka. Debesų laisvė = Wolność chmur: [eilėraščiai] Vilnius: Homo liber; Sieradz: Prof-Art, 2016[1].